# Maggie Cheung
Maggie Cheung Man-yuk (張曼玉, Cheung Man-Yuk, pinyin: Zhang Manyu), född i 20 september 1964 i Hongkong, är en kinesisk tidigare skådespelare, med ett mångårigt filmsamarbete med regissören Wong Kar-wai.

## Biografi
Maggie Cheung föddes i Hongkong och växte sedan upp i Storbritannien, men återvände 1984 som 19-åring till Hongkong. Där slog hon igenom som skönhetsdrottning, vilket öppnade dörrarna till filmindustrin. Hon var gift 1998–2001 med den franske regissören Olivier Assayas. Hon har medverkat i närmare 80 spelfilmer och ett antal TV-serier.

## Filmografi i urval
- 1985 – Police Story (Ging chaat goo si)
- 1987 – Piratpatrullen 2 ('A' gai wak 2)
- 1988 – As Tears Go By
- 1988 – Hatets eld (Police Story 2)
- 1989 – Iceman Cometh (Ji dong ji xia)
- 1990 – Days of Being Wild
- 1992 – Supercop (Police Story 3 - Super Cop)
- 1992 – Twin Dragons (Seong lung wui)
- 1992 – New Dragon Gate Inn (Sun lung moon hak chan)
- 1993 – The Heroic Trio
- 1994 – Ashes of Time
- 1996 – Irma Vep
- 1996 – Bara vänner - en kärlekshistoria
- 1997 – Chinese Box
- 1999 – Augustin, roi du Kung-fu
- 2000 – In the Mood for Love
- 2002 – Hero
- 2004 – Clean
- 2004 – 2046